# Thống Nhất, Hưng Hà
Thống Nhất là một xã cũ thuộc huyện Hưng Hà, tỉnh Thái Bình, Việt Nam.
Xã có diện tích 7,07 km², dân số năm 1999 là 8422 người, mật độ dân số đạt 1191 người/km².

## Địa lý
Xã giáp danh với thị trấn Hưng Hà, Minh Khai, Đoan Hùng, Tân Tiến, Hòa Bình, Đông Đô, Văn Cẩm.

## Lịch sử
Theo Nghị quyết số 1664/NQ-UBTVQH15 tháng 6 năm 2025, sáp nhập toàn tỉnh Thái Bình vào tỉnh Hưng Yên. Giải thể huyện Hưng Hà và thành lập xã Hưng Hà trên cơ sở hợp nhất toàn bộ diện tích tự nhiên và dân số của 7 đơn vị hành chính của huyện là các xã Hòa Bình, Minh Khai, Thống Nhất, Kim Trung, Hồng Lĩnh, Văn Lang và thị trấn Hưng Hà.